# Réservoir Manic 1
Das Réservoir Manic 1 ist ein Stausee in der kanadischen Provinz Québec.

## Lage
Das Réservoir Manic 1 liegt in der Region Côte-Nord am Unterlauf des Rivière Manicouagan. Die Fläche des Sees beträgt 12,5 km², die Länge 14 km.
Der Damm Barrage McCormick (⊙) und der benachbarte, westlich von ersterem gelegene Damm Barrage Manic-1 (⊙) stauen den Fluss nahe seiner Mündung, drei Kilometer westlich der Stadt Baie-Comeau.
Unmittelbar an den beiden Dämmen befinden sich zwei Speicherkraftwerke. Das Wasserkraftwerk McCormick wurde 1951–1953 erbaut und erbringt eine Leistung von 304 MW. Besitzer des Kraftwerks sind das staatliche Energieversorgungsunternehmen Hydro-Québec und der Aluminiumkonzern Alcoa, mit einem Anteil von 60 bzw. 40 %. Ganz im Besitz von Hydro-Québec ist das zwischen 1964 und 1966 erbaute Wasserkraftwerk Manic-1 (Leistung: 184 MW).
Zusammen bilden die beiden Wasserkraftwerke mit einer Leistung von 488 MW den kleinsten Kraftwerkskomplex des Manic-Outardes-Projekts.